# Gerbido (Piacenza)
Gerbido è una frazione del comune italiano di Piacenza, nell'omonima provincia.
La frazione è situata a nord-est della città di Piacenza, dal cui centro dista circa 6 km, non lontano dal fiume Po, ad un'altezza di 45 m s.l.m.

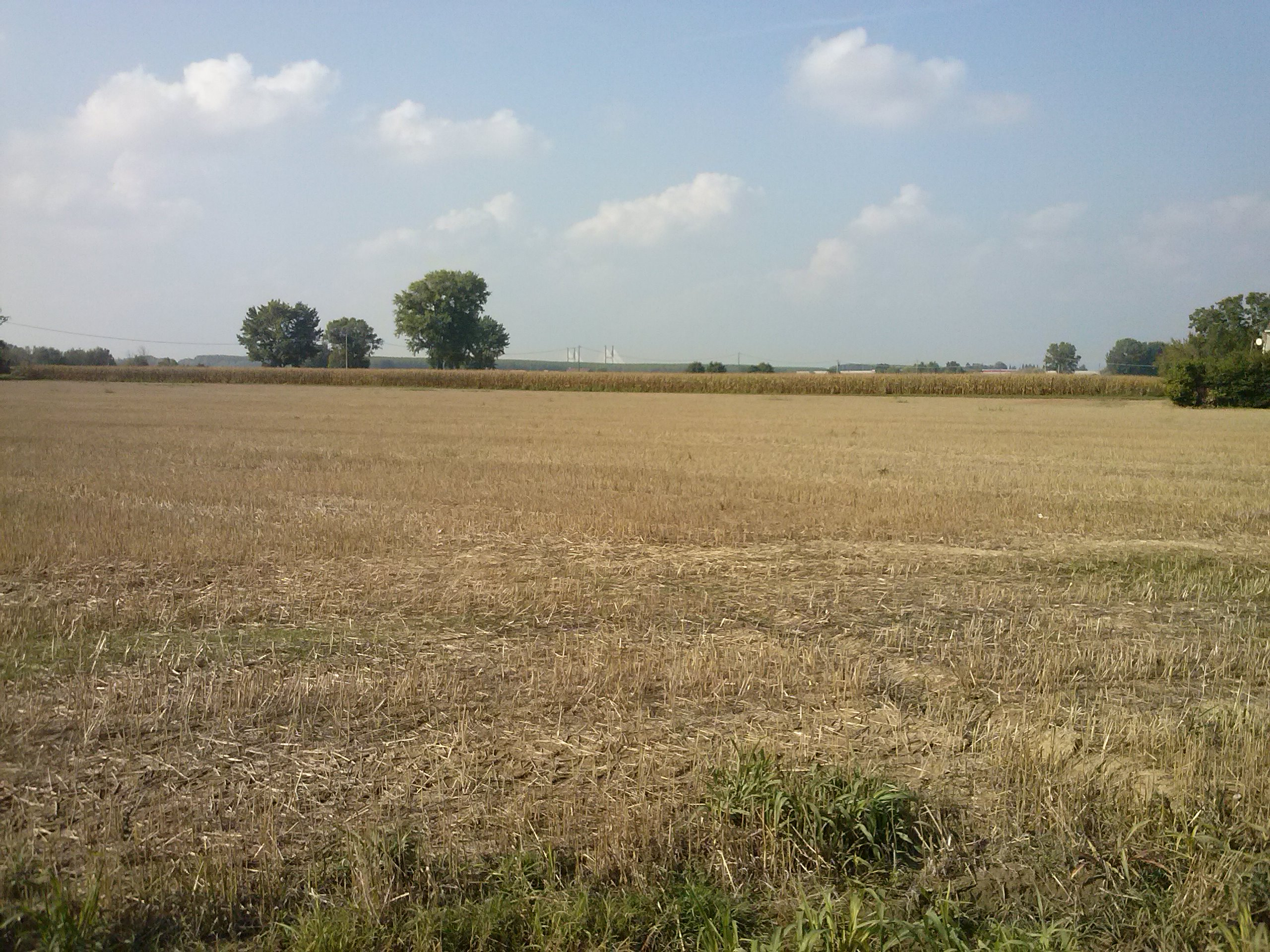
La campagna nelle vicinanze di Gerbido

## Storia
A partire dal 1806, con l'istituzione della Mairie francese, e, dopo che con un decreto napoleonico nel 1812 la città di Piacenza era stata limitata alla circonvallazione attorno alle mura, è stato frazione di Roncaglia.
Nel 1821 il comune cambia nome da Roncaglia a Mortizza, paese situato 3 km nord di Gerbido. Con la soppressione del comune è entrato a far parte del comune di Piacenza.
Nella frazione era attiva una scuola elementare, il cui funzionamento è cessato nel 1987.

## Infrastrutture e trasporti
Nelle sue vicinanze si trovano l'inceneritore comunale, sito in località Borgoforte, le autostrade A1 e A21 ed il relativo casello.